# HMNZS Endeavour (A11)
HMNZS Endeavour (A11) er Royal New Zealand Navys forsyningsskib. Skibet er navngivet efter James Cook's bark HMS Endeavour og er det tredje skib i flåden til at bære dette navn. De tidligere skibe var begge støtteskibe til antarktiske forskning.
Endeavour blev bygget i Sydkorea til civile standarder og indgik i flåden den 8. april 1988 og er adopteret i af byen New Plymouth. I 2008 blev skibet modificeret således at skibenes tanke blev dobbeltskrogede.
Endeavour blev udsendt til Østtimor som en del af den australskstyrede INTERFET fredsbevarende task force fra den 21. til den 24. september 1999 og fra den 28. januar til den 23. februar 2000.
Royal New Zealand Navy undersøger muligheden for at erstatte Endeavour som forventes at blive pensioneret i 2013.

## Kapaciteter
- 5.500 tons dieselolie
- 150 m3 F-44 helikopterbrændstof
- 20 ISO-containere

## Eksterne links
- Wikimedia Commons har flere filer relateret til HMNZS Endeavour (A11)
- HMNZS Endeavour officiel hjemmeside